# Minsker Staatliche Linguistische Universität

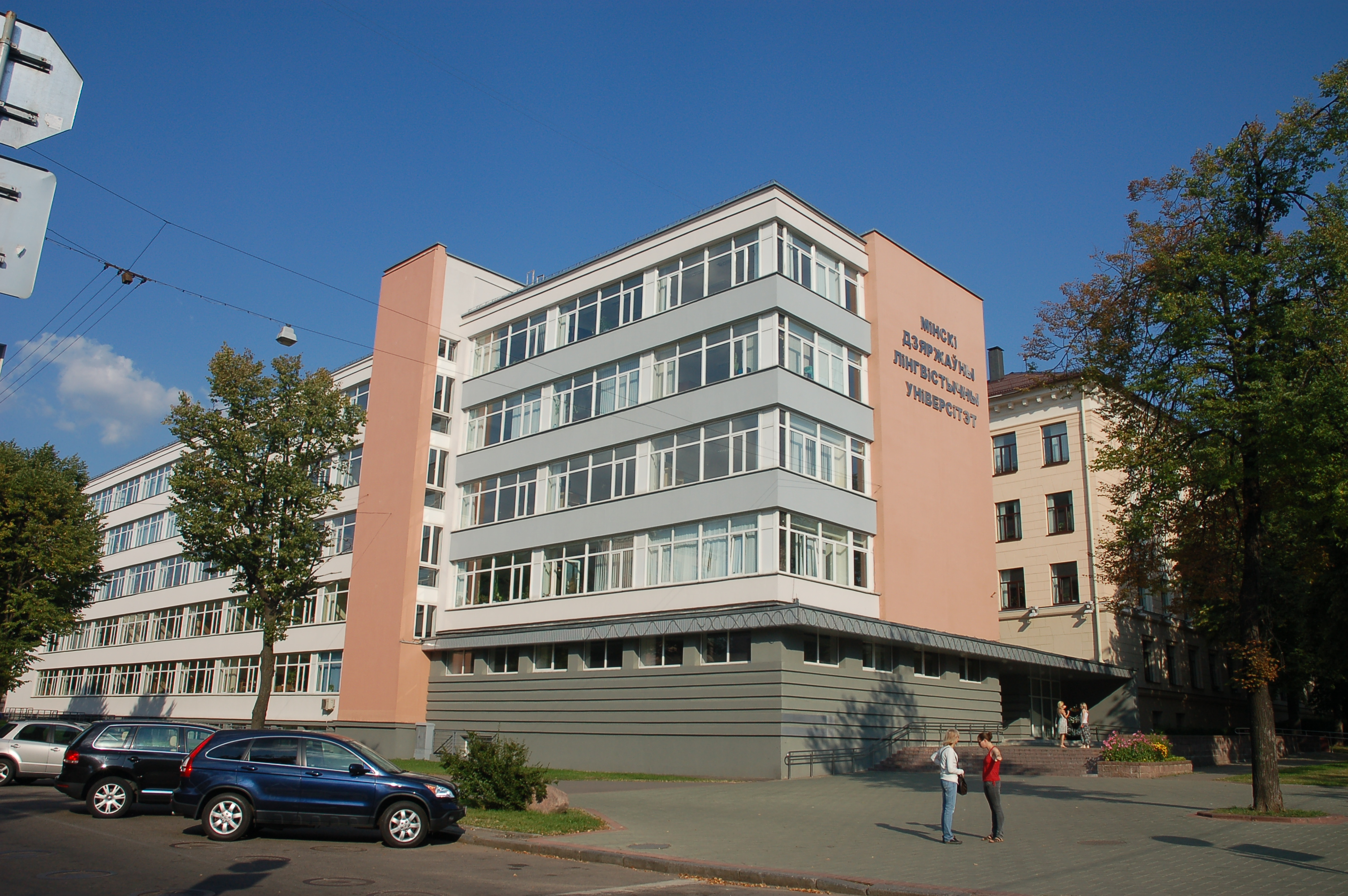
Die Minsker Staatliche Linguistische Universität im Jahr 2012

Die Minsker Staatliche Linguistische Universität (belarussisch Мінскі дзяржаўны лінгвістычны ўніверсітэт, russisch Минский государственный лингвистический университет, englisch Minsk State Linguistic University (MSLU)) ist eine Universität in der belarussischen Hauptstadt Minsk.

## Geschichte
Die Universität wurde 1948 gegründet. Sie bildet Studierende in sprach- und kulturwissenschaftlichen Studiengängen aus, darunter in folgenden Sprachen: Englisch, Deutsch, Französisch, Spanisch, Italienisch, Japanisch, Chinesisch, Arabisch, Türkisch, Koreanisch, Schwedisch, Polnisch, Tschechisch, Niederländisch, Ungarisch, Finnisch, Litauisch, Portugiesisch, Farsi, Iwrith, Russisch und Belarussisch.
An der Universität lassen sich die folgenden Studienrichtungen studieren: Lehramt, Dolmetschen/Übersetzen; Interkulturelle Kommunikation, Öffentlichkeitsarbeit, Internationale (diplomatische) Beziehungen, Internationale (ökonomische) Beziehungen und Internationaler Tourismus. Zudem stehen verschiedene Fachrichtungen zur Auswahl, darunter Ausländische Literatur, Computerlinguistik, Landeskunde, Literaturübersetzen, Fachübersetzen, Simultandolmetschen, Technologien der Geschäftskommunikation und andere.
Die Minsker Staatliche Linguistische Universität koordiniert die wissenschaftliche und wissenschaftsmethodische Arbeit der Fakultäten und Bereiche für Fremdsprachen von 15 Hochschulen und 7 Pädagogischen Fachschulen in Belarus. Das Nationale Zentrum für wissenschaftliche Methodik, das an der MSLU ansässig ist, erarbeitet Studienordnungen, Lehrpläne, Bildungsstandards zur Fremdsprachenausbildung für alle Stufen des belarussischen Bildungssystems.